# جيمس دنلوب (لاعب كرة قدم)
جيمس دنلوب (بالإنجليزية: James Dunlop)‏ هو مدرب كرة قدم ولاعب كرة قدم بريطاني (وحمل سابقاً جنسية المملكة المتحدة لبريطانيا العظمى وأيرلندا) في مركز مهاجم داخلي، ولد في 17 مايو 1870 في المملكة المتحدة، وتوفي في 11 يناير 1892 في اسكتلندا في المملكة المتحدة بسبب كزاز. شارك مع منتخب اسكتلندا لكرة القدم. أما مع النوادي، فقد لعب مع نادي سانت ميرين.

## وصلات خارجية
- جيمس دنلوب على موقع الاتحاد الإسكتلندي (الإنجليزية)
- جيمس دنلوب على موقع قاعدة بيانات كرة القدم.إي يو (الإنجليزية)
- جيمس دنلوب على موقع ناشيونال فوتبول تيمز (الإنجليزية)